# Aphragmus
Aphragmus es un género  de plantas, pertenecientes a la familia Brassicaceae.  Comprende 17 especies descritas y de estas, solo 12 aceptadas. Es el único género en la tribu Aphragmeae.

## Descripción
Son hierbas perennes pequeñas, ramificadas desde la base, glabras o escasamente peludas con pelos simples o ramificados. Hojas simples, las inferiores, sésiles, generalmente oblongo-espatuladas, las superiores, a menudo, con flores en las axilas, glabras, generalmente enteras, subcarnosas. Las inflorescencias en racimos cortos, bracteadas al menos por debajo. Flores muy pequeñas, de color blanco o lila pálido; pedicelos delgados, ascendente o suberectos en la fruta. Sépalos erectos. Pétalos dos veces más largos que los sépalos, obovadas-oblongas. El fruto es una silicua ovado-oblonga o elíptico-oblonga, aplanada o subcomprimida, aguda, glabra; válvas con una vena central distinta; tabique incompleto o  a veces completo, semillas 2-seriados, ovadas, pocos, no mucilaginosa cuando está mojado.

## Taxonomía
El género fue descrito por Andrz. ex DC. y publicado en  Prodromus Systematis Naturalis Regni Vegetabilis 1: 209–210. 1824[1824].

## Especies aceptadas
A continuación se brinda un listado de las especies del género Aphragmus aceptadas hasta septiembre de 2013, ordenadas alfabéticamente. Para cada una se indica el nombre binomial seguido del autor, abreviado según las convenciones y usos.
- Aphragmus bouffordii Al-Shehbaz
- Aphragmus eschscholtziana Andrz. ex DC.
- Aphragmus himalaicus O.E.Schulz
- Aphragmus hinkuensis (Kats.Arai, H.Ohba & Al-Shehbaz) Al-Shehbaz & Warwick
- Aphragmus hobsonii (H.Pearson) Al-Shehbaz & Warwick
- Aphragmus involucratus (Bunge) O.E.Schulz
- Aphragmus ladakianus Al-Shehbaz
- Aphragmus nepalensis (H.Hara) Al-Shehbaz
- Aphragmus obscurus (Dunn) O.E.Schulz
- Aphragmus ohbana (Al-Shehbaz & Kats.Arai) Al-Shehbaz & Warwick
- Aphragmus oxycarpus (Hook.f. & Thomson) Jafri
- Aphragmus serpens (W.W.Sm.) Al-Shehbaz & Warwick